# Erigavo
Erigavo talvolta citata anche come Erigabo (in somalo Ceerigabo), è una città della Somalia settentrionale, capitale della regione di Sanag e capoluogo della provincia omonima.

## Storia
Erigavo in epoca coloniale fu parte della Somalia Britannica.
La città ed i suoi dintorni furono una delle aree più turbolente nella lotta tra la resistenza somala dei dervisci e le forze coloniali etiopi, britanniche ed italiane. Nella zona fu particolarmente attivo il leader religioso e patriota anticolonialista somalo Mohammed Abdullah Hassan.
Il controllo sulla città è conteso tra il Somaliland, macroregione proclamatasi unilateralmente indipendente nel 1991, il Puntland, altra macroregione proclamatasi però soltanto autonoma, ed il HBM-SSC (Hoggaanka Badbaadada iyo Mideynta SSC), gruppo locale  il cui obiettivo è quello di riunire questi territori contesi in un'unica entità amministrativa autonoma ma non indipendente dalla Somalia, peraltro costituita dal gruppo nel 2012 con il nome di Khatumo. Infatti questa disputa territoriale è in realtà di portata ben più ampia, perché ha ad oggetto le intere regioni di Sanag e Sol ed anche la parte sudorientale della regione di Tug Dair, detta Ayn, che secondo il HBM-SSC, fondatore del Khatumo, ma anche secondo il Puntland sarebbe una regione distinta. Per chiarimenti vedi disputa Somaliland-Puntland.
Nel 1991, con la caduta del governo centrale somalo di Siad Barre, la città e la regione di Sanag erano entrate a far parte del Somaliland, ma nel 1998 il Puntland rivendicò l'intera regione di Sanag come parte del proprio territorio, dando origine ad una controversia territoriale che dura ancora oggi.

## Economia e trasporti

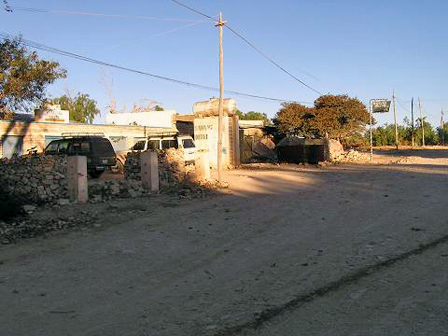
Erigavo

La pastorizia è la principale fonte di sussistenza della popolazione locale, tra cui abbondano pastori nomadi di capre, pecore e cammelli, che pascolano su campi aperti suddivisi tra i clan locali più che tra singole famiglie. Le rimesse dei somali originari della città ed emigrati all'estero sono un altro mezzo di sussistenza importante per i residenti.
Erigavo ha una moderna rete di servizi telefonici, e come in molte altre città somalo le telecomunicazioni hanno avuto uno sviluppo considerevole ed hanno contribuito a far crescere e modernizzare l'economia.
Erigavo è una città in rapida crescita soprattutto demografica, ma a causa della mancanza di un sistema stradale adeguato è collegata debolmente alle altre città somale, specialmente quelle del Somaliland. Tuttavia la città ha un aeroporto.

## Società

### Evoluzione demografica
La città ha 41.000 abitanti secondo i dati del 2000, la maggior parte dei quali appartenenti al clan Isaaq.